# El vigesimotercer libro de Amadís de Gaula
El vigesimotercer libro de Amadís de Gaula ("Das Drei und zwentzigste Buch der Hystorien vom Amadis auß Franckreich") es un libro de caballerías alemán, que fue publicado por primera vez en Fráncfort en 1594, como parte del llamado ciclo de Amadís de Francia. Fue traducido al francés y publicado en París en 1615 por el impresor Gilles Robinot, con el título de Le vingt et troisiesme livre d'Amadis de Gaule. Se desconoce quién fue su autor. En el original alemán la obra se presentó como traducida del francés, mientras que en la versión francesa la obra se presentó como una traducción del español, pero es indiscutiblemente una obra alemana y no existe ningún original en lengua española, ni ninguna versión francesa anterior a 1594. Es una continuación de El vigesimosegundo libro de Amadís de Gaula, publicado poco antes en Fráncfort, en el mismo año 1594, que también apareció en francés en 1615.

## Argumento
La obra, que en el original alemán tiene 71 capítulos y en su versión francesa 68, se inicia con el relato de las aventuras de Fulgorán de Canabea, hijo extramatrimonial de Rogel de Grecia y de Florela, reina de la isla Canabea, quien con el nombre de Caballero Ardiente protagoniza diversos episodios heroicos en el Perú, donde libra de las garras de un león al rey Attabalipa (Atahualpa) y tiene amoríos con su esposa la reina Zarzaparilla, quien queda encinta de él y da luz a un hijo llamado Fulgorandor. De regreso en el Viejo Mundo, el Caballero Ardiente prosigue dando cima a asombrosas hazañas, entre ellas la del Castillo del Coral. Posteriormente la obra dedica su atención a las aventuras de otros esforzados caballeros, entre ellos Lisimarte, Agesípolo, Hércules de Astra y los hermanos Dagoberto y Cilindor, hijos del rey Dorigel (hijo extamatrimonial de Rogel de Grecia y Calidora, reina de la ínsula Feliz), así como de Safiramán de Trapisonda, hijo de Esferamundi de Grecia, emperador de Trapisonda, y su esposa Ricarda, enamorado de la bella Rosorea, hija del rey Anaxartes (hijo de Amadís de Grecia). En el último párrafo del libro, el autor dice:

"Pero parece ser tiempo de terminar a este volumen, a fin de que no se extienda demasiado excesivamente, y refrescarnos un poco para comenzar más alegremente el libro siguiente y último de esta grande historia, en la cual veréis aventuras y otras cosas, aún más extrañas y deleitosas, que las que hay en los libros precedentes, las cuales apuntan todos al último, como a su principal objeto y realización."

## Continuación
La acción de la obra fue continuada en El vigesimocuarto y último libro de Amadís de Gaula, publicado en Fráncfort en 1595, y cuya traducción al francés se publicó en 1615.